# Plagodis kempii
Plagodis kempii là một loài bướm đêm trong họ Geometridae.